# Vanessa Phillips Women’s Tournament
Vanessa Phillips Women’s Tournament — профессиональный женский теннисный турнир. Игрался на открытых кортах с хардовым покрытием.
Соревнования проводились в Эйлате, Израиль.

## Общая информация
История женских теннисных турниров профессионального уровня в Эйлате ведётся с 2010 года, когда израильская национальная федерация и ITF впервые провели на кортах местного муниципального клуба совместное соревнование. Опыт оказался удачным и уже через год израильтянам доверили проводить здесь матчи региональной зоны Кубка Федерации. Местная сборная год от года по спортивному признаку сохраняла своё место в турнире и у международной федерации не было поводов менять место проведения турнира. В 2013 году, в связи с изменением календаря старшего женского протура командный турнир был сдвинут по срокам, образовав игровую неделю между Australian Open и эйлатскими играми, местным спонсорам удалось воспользоваться этим и выкупить у ITF лицензию турнира их профессиональной серии, подняв интерес к своему турниру у многих игроков конца первой — начала второй сотни и дополнив февральскую ближневосточную серию.

## Финалисты разных лет

### Одиночный турнир
| Год  | Чемпионка       | Финалистка      | Счёт        |
| ---- | --------------- | --------------- | ----------- |
| 2013 | Элина Свитолина | Марта Сироткина | 6-3 3-6 7-5 |

### Парный турнир
| Год  | Чемпионки                       | Финалистки                          | Счёт    |
| ---- | ------------------------------- | ----------------------------------- | ------- |
| 2013 | Алла Кудрявцева Элина Свитолина | Коринна Дентони Александра Саснович | 6-1 6-3 |